# Leonardo Salgado
Pour les articles homonymes, voir Salgado.
Leonardo Salgado est un paléontologue argentin spécialiste des dinosaures du Crétacé.

## Présentation
Salgado est le principal ou le co-auteur de plusieurs taxons, notamment la grande espèce carnivore, Giganotosaurus carolinii (Giganotosaurus), découverte en Patagonie.

## Publications
Quelques publications (liste non exhaustive) :
- (es + en) Leonardo Salgado, « Pellegrinisaurus powelli nov. gen. et sp. (Sauropoda, Titanosauridae) from the Upper Cretaceous of Lago Pellegrini, Northwestern Patagonia, Argentina », Ameghiniana, Asociación Paleontológica Argentina (d), vol. 33, no 4,‎ 1996, p. 355-365 (ISSN 0002-7014 et 1851-8044, OCLC 63173355, lire en ligne). 1996
- (es + en) Leonardo Salgado et Rodolfo A. Coria, « First Evidence of an Ankylosaur (Dinosauria, Ornithischia) in South America », Ameghiniana, Asociación Paleontológica Argentina (d), vol. 33, no 4,‎ 1996, p. 367-371 (ISSN 0002-7014 et 1851-8044, OCLC 63173355, lire en ligne). 1996
- (en) Leonardo Salgado, Sebastián Apesteguía et Susana E. Heredia, « A new specimen of Neuquensaurus australis, a Late Cretaceous saltasaurine titanosaur from north Patagonia », Journal of Vertebrate Paleontology, SVP et Taylor & Francis, vol. 25, no 3,‎ 30 septembre 2005, p. 623-634 (ISSN 0272-4634 et 1937-2809, OCLC 238100068, DOI 10.1671/0272-4634(2005)025[0623:ANSONA]2.0.CO;2). 2005
- (en) Leonardo Salgado et Ismar de Souza Carvalho, « Uberabatitan ribeiroi, a New Titanosaur from the Marlia Formation (Bauru Group, Upper Cretaceous), Minas Gerais, Brazil », Palaeontology, Londres, Wiley-Blackwell et Palaeontological Association, vol. 51, no 4,‎ juillet 2008, p. 881-901 (ISSN 0031-0239 et 1475-4983, OCLC 44674714 et 1761779, DOI 10.1111/J.1475-4983.2008.00781.X). 2008